# چرچ اند، ارلسی
چرچ اند (به انگلیسی: Church End) یک روستا در بریتانیا است که در Central Bedfordshire واقع شده‌است.